# Bernardino de Cárdenas y Portugal
Bernardino de Cárdenas y Portugal (Torrijos, 1553 - Palermo, 1601) fue un noble y hombre de estado español, duque de Maqueda, marqués de Elche y virrey sucesivamente de Cataluña y de Sicilia.

## Enlaces
- Luis de Salazar y Castro: Árbol genealógico de Bernardino de Cárdenas.

- Datos: Q3822565